# Pierre Rabot
Pierre Rabot (ur. w 1865, zm. ?) – francuski żeglarz, olimpijczyk, zdobywca brązowego medalu w regatach na letnich igrzyskach olimpijskich w 1908 roku w Londynie.
Na Letnich Igrzyskach Olimpijskich 1908 zdobył brąz w żeglarskiej klasie 6 metrów. Załogę jachtu Guyoni tworzyli również Henri Arthus i Louis Potheau.